# Dare (chanson)
Pour les articles homonymes, voir Dare.
Singles de Gorillaz
Feel Good Inc.
(2005) Dirty Harry
(2005)
Pistes de Demon Days
White Light Fire Coming Out Of The Monkey's Head
Dare (stylisé 挑戦 (DARE)) est une chanson du groupe anglais Gorillaz. C'est le second single tiré de l'album Demon Days également sorti en 2005.
C'est le premier single de Gorillaz à atteindre la 1re place aux charts britanniques. Il avait été rendu disponible sur les magasins en ligne tels que iTunes Store depuis le 20 juin 2005. DARE est sorti aux États-Unis en mi-octobre. Au Billboard Hot 100, il est passé de la 87e place le 3 janvier 2006 à la 8e le 21 février 2006.
La partie rappée est réalisée par Shaun Ryder, ex-chanteur de Happy Mondays et de Black Grape. 2D fournit les chœurs alors que Noodle est la chanteuse principale. D-Sides comporte également une version démo de Dare intitulée People. Cette version contient la même toile de fond mais n'est chantée que par 2D et sans claviers.

## Liste des titres

### Édition anglaise 2 CD
- CD 1

1. Dare
2. Clint Eastwood (Live)

- CD2

1. Dare
2. Higway (Under Construction)
3. Dare (DFAE Remix)

### DVD
1. Dirty Harry (clip)
2. Samba at 13
3. People
4. Dirty Harry (Animatic)

### Édition australienne 2 CD
- CD1

1. Dare
2. Higway (Under Construction)
3. Dare (Soulwax Remix)
4. Dare (clip)

- CD2

1. People
2. Feel Good Inc.
3. Dare (DFAE Remix)
4. Dare (Animatic)

### Édition Japonaise format CD
1. Dare
2. Higway (Under Construction)
3. Dare (Soulwax Remix)
4. Clint Eastwood (Live)
5. Dare (clip)

### iTunesEP format digital
1. Dare
2. Dare (Animatic)
3. Dare (Live In Harlem)
4. Clint Eastwood (Live)
5. People

## personnels
- Roses Gabor – chant
- Shaun Ryder - voix supplémentaires
- Damon Albarn - voix supplémentaires, synthétiseurs
- Jamie Hewlett - animation
- James Dring – batterie, programmation de batterie
- Jason Cox – programmation de batterie, mixage, ingénierie
- Danger Mouse – programmation de batterie, boucles échantillonnées, mixage
- Howie Weinberg – mastering
- Steve Sedgwick – aide au mixage

## Classements hebdomadaires
| Classement (2005-2006)            | Meilleure position |
| --------------------------------- | ------------------ |
| Allemagne (Media Control AG)      | 37                 |
| Australie (ARIA)                  | 11                 |
| Autriche (Ö3 Austria Top 40)      | 29                 |
| Écosse (OCC)                      | 2                  |
| États-Unis (Billboard Hot 100)    | 87                 |
| États-Unis (Alternative Songs)    | 8                  |
| États-Unis (Hot Dance Club Songs) | 4                  |
| Irlande (IRMA)                    | 7                  |
| Italie (FIMI)                     | 11                 |
| Nouvelle-Zélande (RMNZ)           | 5                  |
| Pays-Bas (Single Top 100)         | 98                 |
| Royaume-Uni (UK Singles Chart)    | 1                  |
| Suisse (Schweizer Hitparade)      | 22                 |

## Certifications
| Pays              | Certification |
| ----------------- | ------------- |
| Australie (ARIA)  | Or            |
| Royaume-Uni (BPI) | Platine       |